# Platypria decemspinosa
Platypria decemspinosa es una especie de insecto coleóptero de la familia Chrysomelidae.
Fue descrita científicamente en 1895 por Kraatz.